# Kommunalwahlen in Baden-Württemberg 2014
Die Kommunalwahlen in Baden-Württemberg 2014 fanden am 25. Mai des Jahres gleichzeitig mit der Europawahl in Deutschland 2014 und Kommunalwahlen in neun anderen deutschen Bundesländern statt.
Gewählt wurden – wie alle fünf Jahre – die Besetzungen der Baden-Württembergischen Gemeinderäte und Kreistage in 1101 Gemeinden und 35 Landkreisen sowie der Regionalversammlung des Verbands Region Stuttgart. Wie schon bei früheren Kommunalwahlen hier konnten die Wählenden sowohl Stimmen auf einzelne Bewerbungen ansammeln (kumulieren) wie auch ihre Stimmen auf Kandidaten unterschiedlicher Wahlvorschlagslisten verteilen (panaschieren).
Gegenüber den Kommunalwahlen in Baden-Württemberg 2009 traten jedoch einige Veränderungen in Kraft, die aus der vom Landtag am 11. April 2013 beschlossenen Veränderung der Gemeinde- und Landkreisordnung sowie des Kommunalwahlgesetzes (Baden-Württemberg) resultierten:
- Das Mindestalter für das aktive Wahlrecht wurde von 18 auf 16 Jahre gesenkt.
- Das bislang angewandte D’Hondt-Verfahren, das große Parteien begünstigt, wurde als Sitzzuteilungsverfahren durch das Sainte-Laguë-Verfahren abgelöst, das bereits seit 2011 für die baden-württembergischen Landtagswahlen angewandt wird.
- Kreistags-Kandidaten dürfen nicht mehr in zwei Wahlkreisen antreten.
- Der neu gefasste § 9 Abs. 6 des Kommunalwahlgesetzes lautet: „Männer und Frauen sollen gleichermaßen bei der Aufstellung eines Wahlvorschlags berücksichtigt werden. Dies kann insbesondere in der Weise erfolgen, dass bei der Reihenfolge der Bewerberinnen und Bewerber in den Wahlvorschlägen Männer und Frauen abwechselnd berücksichtigt werden. Die Beachtung der Sätze 1 und 2 ist nicht Voraussetzung für die Zulassung eines Wahlvorschlags.“

Wahlvorschläge konnten bis zum 27. März 2014 eingereicht werden.

## Ergebnisse
| Endgültiges Ergebnis der Gemeinderatswahlen in Baden-Württemberg | Endgültiges Ergebnis der Gemeinderatswahlen in Baden-Württemberg                              | 2014   | 2009   |
| FW                                                               | Freie und Unabhängige Wählervereinigungen                                                     | 37,9   | 37,6   |
| CDU                                                              | Christlich Demokratische Union Deutschlands                                                   | 27,9   | 28,1   |
| SPD                                                              | Sozialdemokratische Partei Deutschlands                                                       | 16,4   | 16,8   |
| GRÜNE                                                            | Bündnis 90/Die Grünen                                                                         | 8,5    | 7,4    |
| FDP                                                              | Freie Demokratische Partei                                                                    | 2,8    | 4,6    |
| DIE LINKE                                                        | Die Linke                                                                                     | 1,0    | 0,7    |
| AfD                                                              | Alternative für Deutschland                                                                   | 0,9    | –      |
| PIRATEN                                                          | Piratenpartei Deutschland                                                                     | 0,3    | –      |
| Die PARTEI                                                       | Partei für Arbeit, Rechtsstaat, Tierschutz, Elitenförderung und basisdemokratische Initiative | 0,1    | –      |
| REP                                                              | Die Republikaner                                                                              | 0,1    | 0,2    |
| ÖDP                                                              | Ökologisch-Demokratische Partei                                                               | 0,0    | 0,1    |
| NPD                                                              | Nationaldemokratische Partei Deutschlands                                                     | 0,0    | –      |
| DKP                                                              | Deutsche Kommunistische Partei                                                                | 0,0    | 0,0    |
| GRAUE                                                            | Allianz Graue Panther Deutschland                                                             | 0,0    | –      |
| EINHEIT                                                          | Aussiedler und Migranten Partei Deutschland                                                   | 0,0    | –      |
| BIG                                                              | Bündnis für Innovation und Gerechtigkeit                                                      | 0,0    | –      |
| SPD/GRÜNE                                                        |                                                                                               | 0,0    | –      |
| CDU/FDP                                                          |                                                                                               | 0,0    | 0,0    |
| Gemeinsam                                                        | Gemeinsame Wahlvorschläge von Parteien mit Wählervereinigungen                                | 4,1    | 4,5    |
| gesamt (Rundungsdifferenz möglich)                               | gesamt (Rundungsdifferenz möglich)                                                            | 100,0  | 100,0  |
| Wahlbeteiligung                                                  | Wahlbeteiligung                                                                               | 49,1 % | 50,7 % |

Die in Baden-Württemberg traditionell starken Wählervereinigungen erreichten zusammen 37,9 Prozent (+0,3). Die CDU erreichte 27,9 Prozent (−0,2). Die SPD, auf Landesebene kleiner Koalitionspartner der GRÜNEN, verlor leicht und erreichte mit 16,4 Prozent 0,4 Prozentpunkte weniger als 2009. Die Regierungspartei GRÜNE steigerte ihr Ergebnis von 7,4 auf 8,5 Prozent. Die FDP sackte auf 2,8 Prozent ab (−1,8).
| Endgültiges Ergebnis der Kreistagswahlen in Baden-Württemberg | Endgültiges Ergebnis der Kreistagswahlen in Baden-Württemberg  | 2014   | 2009   |
| CDU                                                           | Christlich Demokratische Union Deutschlands                    | 35,7   | 34,6   |
| FW                                                            | Freie und Unabhängige Wählervereinigungen                      | 24,3   | 24,3   |
| SPD                                                           | Sozialdemokratische Partei Deutschlands                        | 17,6   | 17,9   |
| GRÜNE                                                         | Bündnis 90/Die Grünen                                          | 12,3   | 10,8   |
| FDP                                                           | Freie Demokratische Partei                                     | 4,6    | 7,4    |
| DIE LINKE                                                     | Die Linke                                                      | 1,8    | 1,3    |
| AfD                                                           | Alternative für Deutschland                                    | 0,9    | –      |
| ÖDP                                                           | Ökologisch-Demokratische Partei                                | 0,6    | 0,7    |
| REP                                                           | Die Republikaner                                               | 0,3    | 0,6    |
| PIRATEN                                                       | Piratenpartei Deutschland                                      | 0,0    | –      |
| NPD                                                           | Nationaldemokratische Partei Deutschlands                      | 0,0    | 0,1    |
| NEIN!                                                         | NEIN!-Idee                                                     | 0,0    | –      |
| Sonstige                                                      | weitere Parteien (nur 2009)                                    | –      | 0,1    |
| Gemeinsam                                                     | Gemeinsame Wahlvorschläge von Parteien mit Wählervereinigungen | 1,9    | 2,3    |
| gesamt (Rundungsdifferenz möglich)                            | gesamt (Rundungsdifferenz möglich)                             | 100,0  | 100,0  |
| Wahlbeteiligung                                               | Wahlbeteiligung                                                | 49,6 % | 51,5 % |